# 鹿島ひろ美
鹿島 ひろ美（かしま ひろみ、1972年12月25日 - ）は、栃木県出身の演歌歌手。

## 人物
渡辺 博美（わたなべ ひろみ）として1989年にデビュー。KBC新人歌謡音楽祭、横浜音楽祭、新宿音楽祭等の新人歌手のコンクールの受賞歴がある。男性向け週刊誌で水着姿を披露したこともあった。
1990年に発売した「いじわる海峡」は30万枚を売り上げるヒット曲となった。1998年、「万華鏡」より芸名を「渡辺ひろ美」に改める。
2000年から2003年にかけて、ラジオ番組『日野ミッドナイトグラフィティ 走れ!歌謡曲』（文化放送）の毎週木曜日に、番組初のユニットパーソナリティー「Gパン娘」（上杉香緒里・水田竜子との3人組）の一員として参加。
2005年9月から芸名を「鹿島ひろ美」に改める。改名については「新宿の母・栗原すみ子に姓名判断を頂き、歌手として飛躍できるようにという願いを込めて行った」と説明している。
2006年1月から3月に放送されたテレビアニメ『落語天女おゆい』のエンディング曲「花吹雪・恋吹雪」を歌っている。『落語天女おゆい』の最終回のラストシーンで、本人役で声の出演を果たしている。
2008年、デビュー20周年を迎える。10月6日には東京・浅草公会堂にて記念リサイタルを開催。
2009年1月、活動を休止。

## ディスコグラフィ

### シングル
- 1 - 10：渡辺博美名義（1989年 - 1995年）
- 11 - 18：渡辺ひろ美名義（1998年 - 2004年）
- 19 - 21：鹿島ひろ美名義（2005年 - 2008年）

| #  | 発売日          | 曲順 | タイトル               | 作詞           | 作曲       | 編曲       | レーベル          | 規格品番  |
| -- | --------------- | ---- | ---------------------- | -------------- | ---------- | ---------- | ----------------- | --------- |
| 1  | 1989年 1月21日  | A面  | 出船恋唄               | 里村龍一       | 中村典正   | 前田俊明   | 日本 クラウン     | CWA-496   |
| 1  | 1989年 1月21日  | B面  | 夢つみ川               | 里村龍一       | 中村典正   | 前田俊明   | 日本 クラウン     | CWA-496   |
| 2  | 1990年 4月5日   | 01   | 夢便り                 | 里村龍一       | 中村典正   | 馬場良     | 日本 クラウン     | CRDN-5    |
| 2  | 1990年 4月5日   | 02   | 恋艶歌                 | 里村龍一       | 中村典正   | 馬場良     | 日本 クラウン     | CRDN-5    |
| 3  | 1990年 9月21日  | 01   | いじわる海峡           | 関沢新一       | 中村典正   | 南郷達也   | 日本 クラウン     | CRDN-30   |
| 3  | 1990年 9月21日  | 02   | 北海一番船             | 里村龍一       | 中村典正   | 前田俊明   | 日本 クラウン     | CRDN-30   |
| 4  | 1990年 10月21日 | 02   | 街はいま青春           | 北川賢二       | 中村典正   | 丸山雅仁   | 日本 クラウン     | CRDN-38   |
| 5  | 1992年 2月21日  | 01   | つんつん津軽の海越えて | 西沢爽         | 瀧升       | 南郷達也   | 日本 クラウン     | CRDN-120  |
| 5  | 1992年 2月21日  | 02   | さよなら夜汽車         | 梶野真澄       | 瀧升       | 丸山雅仁   | 日本 クラウン     | CRDN-120  |
| 6  | 1992年 9月23日  | 01   | いのちの波止場         | 池田充男       | 伊藤雪彦   | 南郷達也   | 日本 クラウン     | CRDN-145  |
| 6  | 1992年 9月23日  | 02   | 北列車                 | 池田充男       | 伊藤雪彦   | 南郷達也   | 日本 クラウン     | CRDN-145  |
| 7  | 1992年 12月16日 | 01   | かもめ駅から           | やしろよう     | 伊藤雪彦   | 南郷達也   | 日本 クラウン     | CRDN-158  |
| 7  | 1992年 12月16日 | 02   | 北海港唄               | 高橋直人       | あらい玉英 | 前田俊明   | 日本 クラウン     | CRDN-158  |
| 8  | 1994年 1月21日  | 01   | ほろほろ涙の連絡船     | アベイチロウ   | 瀧升       | 南郷達也   | 日本 クラウン     | CRDN-218  |
| 8  | 1994年 1月21日  | 02   | 北航路                 | のたきひであき | 高野かつみ | 南郷達也   | 日本 クラウン     | CRDN-218  |
| 9  | 1994年 1月21日  | 01   | 海峡・風の町           | 池田充男       | 伊藤雪彦   | 南郷達也   | 日本 クラウン     | CRDN-219  |
| 9  | 1994年 1月21日  | 02   | 別れの旅だち           | 池田充男       | 伊藤雪彦   | 南郷達也   | 日本 クラウン     | CRDN-219  |
| 10 | 1995年 9月21日  | 01   | 情炎                   | 富田洋行       | 高野かつみ | 前田俊明   | 日本 クラウン     | CRDN-299  |
| 10 | 1995年 9月21日  | 02   | 迷い猫                 | 三好章夫       | 高野かつみ | 前田俊明   | 日本 クラウン     | CRDN-299  |
| 11 | 1998年 6月26日  | 01   | 万華鏡                 | 仁井谷俊也     | あらい玉英 | 馬場良     | キング レコード   | KIDX-395  |
| 11 | 1998年 6月26日  | 02   | 海を渡る蝶             | 仁井谷俊也     | あらい玉英 | 伊戸のりお | キング レコード   | KIDX-395  |
| 12 | 1999年 4月23日  | 01   | 那智の火祭り           | 木下龍太郎     | 弦哲也     | 前田俊明   | キング レコード   | KIDX-443  |
| 12 | 1999年 4月23日  | 02   | 漁火海峡               | 仁井谷俊也     | あらい玉英 | 伊戸のりお | キング レコード   | KIDX-443  |
| 13 | 2000年 1月28日  | 01   | 海峡列車               | 池田充男       | 伊藤雪彦   | 南郷達也   | キング レコード   | KIDX-503  |
| 13 | 2000年 1月28日  | 02   | 東京すみれ             | 仁井谷俊也     | あらい玉英 | 馬場良     | キング レコード   | KIDX-503  |
| 14 | 2000年 9月21日  | 01   | あばれ船               | 水木れいじ     | 桜田誠一   | 前田俊明   | キング レコード   | KIDX-557  |
| 14 | 2000年 9月21日  | 02   | みれん川               | 水木れいじ     | 桜田誠一   | 前田俊明   | キング レコード   | KIDX-557  |
| 15 | 2001年 6月27日  | 01   | 紅の雨                 | 高橋直人       | あらい玉英 | 南郷達也   | キング レコード   | KIDX-602  |
| 15 | 2001年 6月27日  | 02   | わかれ宿               | 下地亜記子     | 天野浩二   | 南郷達也   | キング レコード   | KIDX-602  |
| 16 | 2002年 7月24日  | 01   | 曽根崎しぐれ           | 下地亜記子     | 深谷昭     | 伊戸のりお | キング レコード   | KIDX-684  |
| 16 | 2002年 7月24日  | 02   | 名残り川               | 下地亜記子     | 山崎剛昭   | 伊戸のりお | キング レコード   | KIDX-684  |
| 17 | 2003年 8月27日  | 01   | SANOSANOSA             | 木下龍太郎     | 岩上峰山   | 桜庭伸幸   | キング レコード   | KIDX-753  |
| 17 | 2003年 8月27日  | 02   | 花かげの街             | 松井由利夫     | 水森英夫   | 南郷達也   | キング レコード   | KIDX-753  |
| 18 | 2004年 9月23日  | 01   | 浅草パラダイス         | 下地亜記子     | 東天晴     | 桜庭伸幸   | キング レコード   | KICM-848  |
| 18 | 2004年 9月23日  | 02   | 思えば優しい人でした   | 上田紅葉       | 神島万瑳緒 | 桜庭伸幸   | キング レコード   | KICM-848  |
| 19 | 2005年 11月23日 | 01   | 日光街道               | 松井由利夫     | 影山時則   | 南郷達也   | キング レコード   | KICM-922  |
| 19 | 2005年 11月23日 | 02   | 想い川                 | 松井由利夫     | 杜奏太朗   | 南郷達也   | キング レコード   | KICM-922  |
| 20 | 2006年 2月22日  | 01   | 花吹雪・恋吹雪         | 下地亜記子     | 杜奏太朗   | 野中雄一   | Three Fat Samurai | YFCM-2706 |
| 20 | 2006年 2月22日  | 02   | 恋のはまゆう           | 菅麻貴子       | 野中雄一   | 野中雄一   | Three Fat Samurai | YFCM-2706 |
| 21 | 2008年 1月16日  | 01   | 夢海峡                 | 下地亜記子     | 崎村義美   | 野中雄一   | ソル ブレイド     | KHCM-2401 |
| 21 | 2008年 1月16日  | 02   | 惚れて候               | 下地亜記子     | 崎村義美   | 野中雄一   | ソル ブレイド     | KHCM-2401 |

### アルバム

#### オリジナル・アルバム
| 発売日        | タイトル | レーベル     | 規格品番 |
| ------------- | -------- | ------------ | -------- |
| 1989年5月21日 | 出船恋唄 | 日本クラウン | ZV-104   |

#### ベスト・アルバム
| 発売日         | タイトル                                      | レーベル       | 規格品番   |
| -------------- | --------------------------------------------- | -------------- | ---------- |
| 1990年4月21日  | 渡辺博美全曲集 夢便り、出船恋唄               | 日本クラウン   | CRCN-40007 |
| 1990年9月21日  | 渡辺博美ベスト12 いじわる海峡・忍ぶ雨         | 日本クラウン   | CRCN-20007 |
| 1992年9月23日  | 渡辺博美ベスト12 いのちの波止場・いじわる海峡 | 日本クラウン   | CRCN-20044 |
| 1993年11月21日 | 渡辺博美全曲集                                | 日本クラウン   | CRCN-40103 |
| 2002年12月4日  | 渡辺ひろ美全曲集                              | キングレコード | KICX-2821  |

### タイアップ曲
| 年     | 楽曲           | タイアップ                          |
| ------ | -------------- | ----------------------------------- |
| 2006年 | 花吹雪・恋吹雪 | UHFアニメ「落語天女おゆい」EDテーマ |

## 出演
テレビ
- 歌謡サロン・演歌がええじゃん（オフィスK制作・千葉テレビ等で放送、2007年8月 - 2009年3月25日） - 司会
- 演歌百撰（関西放送制作、2008年10月8日 - 2009年2月25日） - アシスタント

ラジオ
- 日野ミッドナイトグラフィティ 走れ!歌謡曲（文化放送、2000年 - 2003年） - Gパン娘の一員として出演。
- 鹿島ひろ美の歌謡パラダイス!（東海ラジオ、不明 - 2009年3月）